# 克拉斯內 (斯摩棱斯克州)
克拉斯内（羅馬化：Krasnyy）是俄罗斯斯摩棱斯克州的市级镇，为该州克拉斯内区行政中心及规模最大聚居地。地处斯摩棱斯克州西部，位于州府斯摩棱斯克西南方，西北距俄白国界约17公里。距离最近的火车站位于北偏西18公里处的古西诺村。
克拉斯内在2002年被列为俄罗斯历史名城之一，但并未出现在2010年更新后的名单上。
建于1165年，1965年设市级镇。该地2022年人口有4,006人；2010年人口4,349；2002年人口4,714；1989年人口5,087。